# Psychodrame
Ne doit pas être confondu avec d'autres formes de jeu de rôle.
Le psychodrame est une forme de thérapie utilisant la théâtralisation dramatique au moyen de scénarios improvisés, et permettant la mise en scène de sa problématique intérieure. Le psychodrame est utilisé en thérapie de groupe, en thérapie familiale ou en thérapie individuelle.

## Définition
Le psychodrame est une « méthode d’investigation des processus psychiques utilisant la mise en œuvre d’une dramatisation au moyen de scénarios improvisés mis en scène et joués par un groupe de participants. ».

## Origine et histoire
Jacob Levy Moreno (psychiatre, sociologue et philosophe) et Zerka Toeman Moreno (psychothérapeute et psychologue), développent le psychodrame dans les années 1930-1932.
Les prémices du psychodrame se retrouvent dans le Théâtre impromptu, que Moreno explore dès 1921. Il s'agit de la forme la plus primitive de théâtre thérapeutique.
Le couple Moreno propose de mettre en action la complexité d'une situation réelle, semi-fictive ou imaginaire plutôt que d'en parler, et se met à développer une théorie de l'être humain et de la santé, du développement de la personnalité et de la construction de rôles, une théorie qui contient aussi les fondements mêmes des approches groupales, systémiques et interactives.
Cette approche peut être utilisée à différentes occasions : thérapies de groupe, thérapies familiales, mais aussi thérapies individuelles. Il est à noter qu'en psychodrame classique, humaniste, les séances individuelles ont comme cadre un patient, un psychodramatiste, alors qu'en psychodrame analytique individuel, un groupe est constitué par le patient et les soignants.

## Les différentes formes de psychodrame

### Le psychodrame éducatif
Cette forme de psychodrame, apparue au début du troisième millénaire, a été dictée par la nécessité de résoudre un ensemble de troubles à la fois psychologiques et éducatifs qui apparaissent dans les établissements éducatifs, et d'utiliser une thérapie de groupe visant à traiter les problèmes psychologiques des individus ainsi que les problèmes sociaux, dans une atmosphère interactive, productive et dynamique qui prend en compte les particularités du lieu éducatif. Le psychodrame éducatif est alors une activité multidimensionnelle qui utilise l'acte dramatique pour atteindre une purification (catharsis), en plus de l'acquisition et du développement des compétences personnelles de base pour rendre le participant (protagoniste) capable d'assumer ses responsabilités, en harmonie avec lui-même et avec les autres, et capable de trouver des solutions appropriées à ses problèmes quotidiens et de choisir les stratégies méta-cognitives convenables pour résoudre les situations-problèmes qui peuvent être rencontrées dans la vie. Cette approche thérapeutique a été développée par l'expert en psychologie, en éducation et le dramatologue marocain Dr. Mostafa Merzougui. Il a commencé ses recherches par une critique de la méthode classique du psychodrame. Le psychodrame éducatif est considéré comme un domaine appliqué principalement lié à la psychologie éducative, qui utilise la psychothérapie individuelle ou de groupe à l'aide de moyens dramatiques. C'est une pratique dont les actions ne sont pas nécessairement effectuées dans les hôpitaux et les centres spécialisés comme c'est le cas du psychodrame classique de Moreno; l'espace peut être un environnement éducatif (une salle de classe, une salle de conférence, une salle d'exposition, des établissements...). Il vise généralement à traiter des problèmes de nature psycho-éducative qui entravent la réalisation des résultats souhaités du processus éducatif.

### Le psychodrame diagnostique
Dans le psychodrame diagnostique, la scène apparaît comme un moyen d'investigation permettant d'effectuer un diagnostic psychiatrique. Cette forme de psychodrame est complémentaire aux tests projectifs et aux épreuves psychométriques. La dimension imaginaire de la personnalité se révèle à travers les rôles et les thèmes abordées. La dimension symbolique apparaît à travers les allégories du jeu et les récits proposés. Enfin la dimension réelle permet d'approfondir la connaissance d’événements familiaux qui ne sont pas toujours accessibles lors d'un entretien en face à face. À l'issue de cinq séances, un diagnostic médical de structure et de défense s'avère possible.Il est utile pour  l'ensemble du personnel soignant.

### Le psychodrame pédagogique
Le psychodrame pédagogique permet l'apprentissage de rôles nouveaux. L'enseignement n'est pas purement scolaire avec déguisements, masques et grimages. C'est un entraînement, par le jeu, à d'autres rôles sociaux conduisant  le patient à adopter des attitudes nouvelles. On utilise, à cette fin, des comédies, farces ou tragédies permettant d'explorer et d'envisager des attitudes nouvelles grâce à des personnages du théâtre classique comme l'avare, le distrait, le misanthrope, etc. L'un des objectifs est l'entraînement à la spontanéité et la redécouverte d'une créativité naturelle que les préjugés, les conformismes sociaux, les slogans et les stéréotypes ont enfouis. On suggère des rôles inattendus . De singulières améliorations sont observées, sans pour autant entraîner des bouleversements affectifs profonds. Le psychodrame pédagogique rend possible des rôles souvent considérés comme inimaginables. Il est un précieux accompagnement éducatif.

### Le psychodrame didactique
En psychodrame didactique, le directeur de jeu a un rôle de superviseur et d'instructeur. Le psychodrame didactique est initiatique et permet l'éveil de pensées, d'émotions, de sentiments qui sont analysés avec le superviseur. Le principe est simple : un psychodramatiste expérimenté écoute et supervise des collègues en formation. En France, les didacticiens doivent généralement avoir suivi une psychanalyse personnelle et participer à des séminaires théoriques. Les candidats en formation doivent de préférence s'être initiés à diverses techniques à médiation corporelle : théâtre, jeux de rôles, danse, relaxation, arts martiaux, etc. Le didacticien a souvent un pouvoir décisionnel voire charismatique dans le groupe. Le psychodrame didactique s'enseigne dans diverses écoles où il est possible de se former assidûment.